# Фукусаки
Фукусаки (яп. 福崎町 Фукусаки-тё:) — посёлок в Японии, находящийся в уезде Кандзаки префектуры Хиого. Площадь посёлка составляет 45,82 км², население — 19 730 человек (1 августа 2014), плотность населения — 430,60 чел./км².

## Географическое положение
Посёлок расположен на острове Хонсю в префектуре Хиого региона Кинки. С ним граничат города Касай, Химедзи и посёлок Итикава.

## Население
Население посёлка составляет 19 730 человек (1 августа 2014), а плотность — 430,60 чел./км². Изменение численности населения с 1980 по 2005 годы:
| 1980 | 18 089 чел. |  |
| 1985 | 18 787 чел. |  |
| 1990 | 19 913 чел. |  |
| 1995 | 19 854 чел. |  |
| 2000 | 19 582 чел. |  |
| 2005 | 20 669 чел. |  |

## Символика
Деревом посёлка считается Ilex rotunda, цветком — шалфей сверкающий.